# The Aggrolites
I The Aggrolites sono una band reggae formata a Los Angeles nel 2002.

## Storia
Brian Dixon e Jesse Wagner lavorarono come band di supporto in occasione di un'esibizione di Derrick Morgan a Los Angeles. Decisero di formare una band e si aggiunsero J Bonner (basso), Roger Rivas (piano e organo) e Korey Horn (batteria), riuniti sotto il nome di The Aggrolites, nome composto dalle due parole "aggro", che significava "aggressività repressa", e "lites" che alludeva agli Skatalites.
Collaborarono con Prince Buster e il cantante dei Culture Joseph Hill Il loro primo disco fu Dirty Reggae, il gruppo firmò per la sottoetichetta della Epitaph Hellcat Records nel 2005.

## Formazione

### Formazione attuale
- Jesse Wagner - voce, chitarra solista
- Brian Dixon - chitarra
- Roger Rivas - piano, organo
- Jeff Roffredo - basso
- Korey Horn - batteria (2002-05, 2006-oggi)

### Ex componenti
- Scott Abels - batteria (2005-2006)
- J Bonner - basso
- Ambrose Nzams - basso
- David Fuentes - basso (2007) (R.I.P.)

## Discografia

### Album in studio
- 2003 Dirty Reggae
- 2006 The Aggrolites
- 2007 Reggae Hit L.A.
- 2011 Rugged Road

### Partecipazioni
- 2004 Give 'Em the Boot IV
- 2006 Give 'Em the Boot V
- 2007 Give 'Em the Boot VI
- 2008 Warped Tour 2008 Tour Compilation

## Videografia
- 2007 Live In Santa Monica